# Francisco Beuf
Francisco Beuf (Draguignan, 21 de mayo de 1834 - Ciudad de Buenos Aires, 26 de agosto de 1899) fue un marino francés que tuvo una destacada actuación en la República Argentina a fines del siglo XIX al frente de instituciones de formación militar y científicas.

## Biografía
Francisco Beuf nació en Draguignan, departamento de Var, Francia, el 21 de mayo de 1834.
En 1851 ingresó en la Escuela Naval militar de Brest (Finisterre) obteniendo el grado de aspirante de marina en 1853. Luchó en la Guerra de Crimea, en la liberación de Lombardía (Italia,1859) y en la segunda intervención francesa en México (1862), campaña en la cual fue condecorado y ascendido a teniente de navío.
Tras abandonar por enfermedad su carrera fue nombrado director del Observatorio Naval de Toulon, puesto que dejó en 1881 para emigrar a la República Argentina, donde el 1 de junio de ese año fue nombrado director de la Escuela Naval Militar, tarea que desempeñó hasta el 10 de octubre de 1883. Fue redactor del Reglamento Orgánico de la Escuela Naval.
Fue luego designado primer director del Observatorio Astronómico La Plata, Provincia de Buenos Aires, siendo responsable de adquirir su instrumental. Publicó el 16 de marzo de 1887 el Anuario del Observatorio, el primero de su tipo en el país, a los que siguieron los correspondientes a los años 1888 y 1892.
Fue profesor de Geodesia, Topografía y Cálculo Infinitesimal en la Facultad de Ciencias Exactas y Naturales de la Universidad de Buenos Aires. Representó a la Argentina en el Congreso Astronómico de París de 1887, integrando el comité encargado de impulsar la realización de la "Carte du Ciel", el primer mapa fotográfico del cielo.
Fue corresponsal del Bureau de Longitudes y publicó en revistas especializadas. Con el teniente de navío E.Perrin escribió Les Ocultations des étoiles por la lune y un Curso de Geodesia y Topografía (1886).
Fue también miembro del Instituto Geográfico Argentino y de la Sociedad Científica Argentina.
Siendo aún director del Observatorio Astronómico La Plata falleció en la ciudad de Buenos Aires el 26 de agosto de 1899. Sus restos fueron inhumados en el Cementerio de la Recoleta. Recibió del gobierno honores de capitán de navío.
Estaba casado con Victoria Capogrosso.